# Гојазност деце
Гојазност деце је стање при коме сувишна телесна масноћа негативно утиче на дечије здравље или добро стање. Како су методе за директно одређивање телесне масти непрактичне, дијагноза гојазности се често заснива на  вредности. Због све веће преваленце гојазности код деце и њених многобројних штетних утицаја на здравље, она је препозната као озбиљан проблем домена јавног здравља. Термин прекомерна тежина се често радије користи од термина гојазност у дискусијама о гојазности деце, посебно у отвореним дискусијама, јер је он у мањој мери стигматизирајући.

## Класификација
Индекс телесне масе (BMI) је прихватљив индикатор за одређивање гојазности за деду од две године старости и старију. Он се одређује као однос тежине и висине.
Нормални опсег BMI вредсноти код деце варира са узрастом и полом. Док се BMI изнад 85-ог перцентила дефинише као прекомерна тежина, BMI већи од или једнак са 95. перцентилом се дефинише као гојазност према становишту Центра за контролу и превенцију болести. Они су објавили две табеле за одређивање статуса индекса телесне масе код деце.
Радна група за превентивне услуге САД је објавила да не требају сва деца са високим BMI вредностима да смање телесну тежину. Висока BMI вредност може да идентификује могући проблем прекомерне тежине, али се њоме не раздвајају удели масног и мршавог ткива. Додатно, BMI може погрешно да изостави неку децу која имају вишак масног ткива. Због тога је корисно да се допуни поузданост БМИ дијагнозе са додатним мерним приступима, као што су мерење адипозног ткива или пресавијања коже.